# Reactancia inductiva
Los efectos de la corriente eléctrica que circula sobre un conductor son dos principales, el calórico y el magnético.
- El calórico es llamado efecto Joule y es el que calienta una resistencia de una plancha de ropa, un filamento de lamparilla, un fogón eléctrico, o una parrilla de interiores.
- El efecto magnético pone en marcha los motores eléctricos, se usa en el reactor de tubo fluorescente para limitar la corriente circulante, produce una chispa eléctrica en un encendedor de cocinas del tipo "magic click" o está presente en los chisperos de encendido en cocinas que ya lo integran, etc.

## Resistencia y reactancia
La resistencia eléctrica es definida como la dificultad u oposición que una corriente eléctrica tiene para circular por un conductor eléctrico, por ello "paga" un cierto "precio" en forma de "energía disipada por calor siglas de EDC", la que es producida por esta circulación.
En el caso de no ser un conductor común por tener una capa de barniz y estar enrollado sobre una cavidad o hueco muchas veces como una bobina, existirá una concentración de los efectos calóricos y magnéticos dentro de la bobina. Ahora bien, si la corriente circulante es del tipo que cambia de sentido periódicamente o corriente alterna, tanto el efecto calórico como el magnético variarán de acuerdo con leyes físicas ya conocidas, siendo el efecto magnético el que más interesa en este asunto. La ley de Lenz dice que todo conductor sometido a un campo magnético variable, crea en sí una corriente inducida que tiende a oponer sus efectos a la causa que la produce. Llamamos a la oposición a la circulación reactancia. Para una bobina o inductancia es denominada reactancia inductiva. La inductancia ("L" henrios)  de una bobina no es una reactancia inductiva . La reactancia inductiva es Xl = (2π)(f)(L); donde "L" es la inductancia en henrios - "f" es la frecuencia (Hertz)  - 2π es una constante -  "XL"  es la reactancia inductiva en Ohmios.
Pues bien, si la reactancia inductiva es lo que se opone a la circulación de una corriente variable y justamente aparece por la circulación de esta corriente variable, ya sea alterna o continua pulsante, es de esperar que sus efectos sean más acentuados cuanto mayor sea la concentración de magnetismo en el inductor. Como sabemos que el magnetismo aparece cuando circula una corriente eléctrica, es de suponer que este magnetismo (y por ende su reacción), sea mayor cuanto mayor sea esta corriente circulante y que del mismo modo mayor será la concentración del magnetismo cuanto más veces la corriente pase por el mismo lugar donde creará el campo magnético o sea cuanto mayor sea la cantidad de las espiras o vueltas que la bobina inductora o inductor posea.
Breve descripción de este simple fenómeno: la reacción de la bobina o inductor a la corriente variable puede ser explicada al suponer que el campo magnético creado fuese otra forma de energía que al crearse absorbe de la energía eléctrica aquel conocido efecto magnético y al desaparecer devuelve una gran parte de la energía eléctrica absorbida para su creación.